# József Ember
József Ember (1908-1982) est un footballeur hongrois reconverti en entraîneur.

## Carrière
En tant qu'attaquant, József Ember joue pour le Budai 33 et lors des saisons 1928-1929 et 1929-1930, il inscrit onze buts à chaque saison. Il termine dixième et septième du championnat.
Il entame par la suite une carrière d'entraîneur : d'abord de 1945 à 1946, il dirige le club de Budai Barátság, terminant avant-dernier de D1. Il dirige ensuite de 1949 à 1950 l'Újpesti TE. Il est le sélectionneur de la Chine en 1958-1959, du Ghana en 1963, et du Nigeria entre 1965 et 1968. Il ne remporte aucun titre avec ces équipes.